# Christian Dietrichsteiner
Christian Dietrichsteiner (* 18. Juli 1966) ist ein ehemaliger österreichischer Fußballtorwart und nunmehriger -trainer.

## Karriere

### Als Spieler
Dietrichsteiner begann seine Karriere beim SV Feldkirchen, bei dem er auch in der Kampfmannschaft spielte. Zur Saison 1991/92 wechselte er zum Zweitligisten SK Austria Klagenfurt. Sein Debüt in der 2. Division gab er im August 1991, als er am vierten Spieltag jener Saison gegen den Wiener Sport-Club in der Startelf stand. Bis Saisonende kam er zu sieben Zweitligaeinsätzen für die Klagenfurter Austria, mit der er zu Saisonende aus de zweiten Liga abstieg.
Daraufhin kehrte er zur Saison 1992/93 nach Feldkirchen zurück. Zur Saison 1993/94 schloss er sich dem Villacher SV an. Der VSV ging 1997 eine Spielgemeinschaft mit Austria Klagenfurt ein und wurde zum FC Austria/VSV. Mit Austria/VSV stieg er 1998 in die zweite Liga auf. In dieser kam Dietrichsteiner in der Saison 1998/99 zu drei Einsätzen. Zur Saison 1999/2000 kehrte er wieder nach Feldkirchen zurück. Nach zehneinhalb Spielzeiten schloss er sich im Jänner 2010 dem SV Oberglan an. Für Oberglan spielte er sechs Mal in der siebtklassigen 2. Klasse und erzielte dabei auch ein Tor. Nach der Saison 2009/10 beendete er seine Karriere als Aktiver. Später half er noch häufig bei Feldkirchen als Ersatztormann und Tormann in der Reserve aus.

### Als Trainer
Dietrichsteiner übernahm zur Saison 2007/08 den Posten des Tormanntrainers beim SV Feldkirchen.